# Песнь о земле
«Песнь о земле» (нем. Das Lied von der Erde) — симфония в песнях Густава Малера для двух солистов и оркестра, написанная в 1909 году.
Симфония не обозначена номером, поскольку к работе над ней Малер приступил после окончания Восьмой симфонии и, соответственно, должен был назвать её девятой, но этот номер оказался роковым для его любимых композиторов — Л. ван Бетховена и А. Брукнера. После завершения «Песни о земле» Малер всё-таки написал Девятую симфонию, ставшую его последним завершённым произведением.
«Симфония в песнях» (нем.  Symphonie in Gesängen), как определил жанр сочинения сам композитор, написана на стихи китайских поэтов эпохи Тан в переводе Ханса Бетге («Китайская флейта», 1907).
Произведение состоит из 6 частей:
- 1. «Застольная песня о горестях земли» (Ли Бо) a-moll
- 2. «Одинокий осенью» (Чжан Цзи) d-moll
- 3. «О юности» (Ли Бо) B-dur
- 4. «О красоте» (Ли Бо) G-dur
- 5. «Пьяный весной» (Ли Бо) A-dur
- 6. «Прощание» (Мэн Хаожань, Ван Вэй, последние строки дописаны Малером) c-moll — C-dur

По форме симфония близка к вокальному циклу. В ходе работы над симфонией Малер был не вполне уверен в том, какие именно голоса должны её исполнять, но к концу работы распределил вокальные партии между тенором и контральто; тем не менее, в одной из авторских рукописей есть пометка о том, что партия контральто может исполняться и баритоном, и практика исполнения «Песни о земле» тенором и баритоном также встречается.
Впервые «Песнь о земле» была исполнена уже после смерти Малера, 20 ноября 1911 года, в Мюнхене, согласно воле композитора — его учеником Бруно Вальтером.
Позднее Арнольд Шёнберг работал над камерной версией «Песни о земле» (окончена Райнером Рином), свою редакцию для солистов и камерного оркестра предложил в 2003 году Эберхард Клоке.

## В театре
В 1965 году балет «Песнь о земле» поставил хореограф Кеннет Макмиллан. Премьера состоялась 7 ноября 1965 года в Штутгартском балете, в следующем году спектакль был перенесён в Лондон, в Королевский балет.
Полвека спустя свою хореографическую версию этого произведения представил участник премьеры Макмиллана, Джон Ноймайер. Премьера состоялась в Парижской опере, на сцене Пале Гарнье, 24 февраля 2015 года. Хореограф заявил, что вероятно, этим произведением он закончит свой цикл симфоний Малера, начатый им в 1975 году.

## Влияние и оценки
Необычная форма симфонии «Песнь о земле» оказала влияние на некоторых композиторов XX века — авторов многочастных симфоний, по форме также напоминающих вокальные циклы. Среди них — Александр Цемлинский («Лирическая симфония» на стихи Рабиндраната Тагора), Дмитрий Шостакович (Симфония № 13 на стихи Е. Евтушенко; Симфония № 14 на стихи Р. М. Рильке, Г. Аполлинера, В. Кюхельбекера, Ф. Г. Лорки), Кшиштоф Пендерецкий (Симфония № 8 на стихи И. В. Гёте, А. фон Арнима, Й. Эйхендорфа, Р. М. Рильке, К. Крауса, Г. Гессе); а также Карл Хорвиц, Моисей Вайнберг, Александр Локшин и другие.
Согласно воспоминаниям Родиона Щедрина, Дмитрий Шостакович в 1964 году сказал, что если бы его отправили на необитаемый остров, разрешив взять с собой лишь одну партитуру, то это была бы «Песнь о земле», — и в 1975 году, незадолго до смерти, подтвердил Щедрину этот свой выбор.